# Retroplumidae
De Retroplumidae is een familie uit de superfamilie Retroplumoidea van de infraorde krabben (Brachyura).

## Systematiek
De Retroplumidae omvat volgende geslachten: 
- Bathypluma  de Saint Laurent, 1989
- Retropluma  Gill, 1894

### Uitgestorven
- Archaeopus  †  Rathbun, 1908
- Costacopluma  †  Collins & Morris, 1975
- Cristipluma  †  Bishop, 1983a
- Loerentheya  †  Lőrenthey, 1929
- Loerenthopluma  †  Beschin, Busulini, De Angeli & Tessier, 1996
- Retrocypoda  †  Vía, 1959